# Molnár János (művelődésügyi miniszterhelyettes)
Molnár János (Nádudvar, 1927. szeptember 10. – Budapest, 1990. december 6.) magyar művelődésügyi miniszterhelyettes, párttörténész, főiskolai tanár.

## Élete
1927. szeptember 10-én született Nádudvaron, parasztcsaládban; apja földműves volt. Négy polgári osztályt végzett, majd kereskedelmi iskolába járt, annak elvégzése után pedig Debrecenbe iratkozott be egyetemre. 1947 februárjában lett a Magyar Kommunista Párt tagja, majd még abban az évben a megyei pártbizottság aktivistája, illetve a MEFESZ vezetőségi tagja lett. 1949-ben szerzett a Pázmány Péter Tudományegyetemen – az Eötvös Collegium tagjaként – történelem szakos tanári oklevelet szerzett.
Diplomázását követően a Gazdasági és Műszaki Akadémián kapott rendes tanári állást, illetve 1950 őszétől az MDP pártfőiskoláján is oktatott. Rendes tanára, illetve főiskolai tanára volt az intézménynek 1950-tól 1956-ig, majd az MSZMP KB Agitációs és Propaganda Osztálya, később a Párttörténeti Intézet tudományos munkatársa lett, 1967-ig. Közben, 1958-ban a Budapesti Esti Egyetemen igazgatóhelyettesi, az MSZMP Budapesti Pártbizottságának Kulturális Osztályán osztályvezetői kinevezést kapott, 1959-től 1970-ig pedig művelődésügyi miniszterhelyettes lett.
Az ezt követő időszakban egy darabig az MSZMP KB Politikai Főiskolájának rektorhelyettese volt, majd 1971-től 1982-ig az intézmény tanáraként tevékenykedett. 1982. szeptember 1-jén kinevezték a Párttörténeti Intézet igazgatóhelyettesévé, 1988-ban onnan vonult nyugdíjba. Ugyancsak 1982-ben megszerezte a történelemtudományok kandidátusa minősítést is. 1990. december 6-án, Budapesten hunyt el.